# NGC 5141
NGC 5141 је лентикуларна галаксија у сазвежђу Ловачки пси која се налази на NGC листи објеката дубоког неба.
Деклинација објекта је + 36° 22' 44" а ректасцензија 13h 24m 51,4s. Привидна величина (магнитуда) објекта NGC 5141 износи 12,8 а фотографска магнитуда 13,8. NGC 5141 је још познат и под ознакама UGC 8433, MCG 6-30-4, CGCG 190-6, CGCG 189-65, KCPG 373A, PGC 46906.